# Adam Kirkor

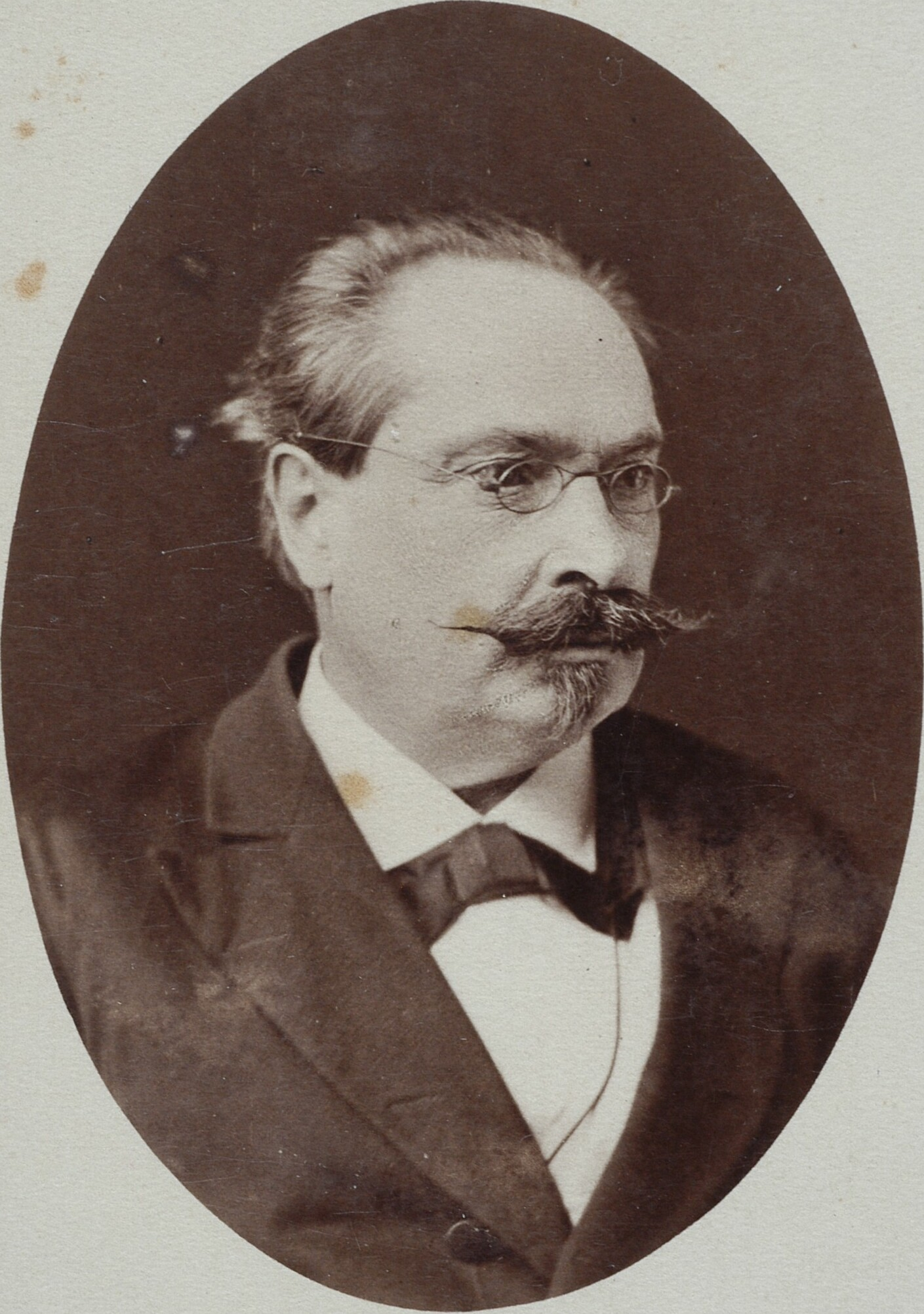
Adam Honory Kirkor (1881)

Adam Honory Kirkor (* 21. Januar 1819 in Sliwino, Gouvernement Mogiljow, Kaiserreich Russland; † 23. November 1886 in Krakau, Königreich Galizien und Lodomerien, Österreich-Ungarn) war ein polnisch-litauischer Verleger, Journalist, Archäologe und Historiker. Er veröffentlichte auch unter dem Pseudonym Jan ze Śliwina.

## Leben
Adam Kirkor war der Sohn von Karol Kirkor und dessen Ehefrau Tekla Kirkor. In den 1850er Jahren war er Redakteur der Gedenkbücher des Gouvernements Wilna. 1855 wurde er Kustos des Wilnaer Museums für Altertümer und Sekretär der angeschlossenen Archäologischen Kommission. Um 1860 wurde er Herausgeber des Wilnaer Boten (Wilenski westnik).
Ab 1865 war er korrespondierendes Mitglied der Gesellschaft für Geschichte und Altertumskunde der Ostseeprovinzen Russlands.
Von 1868 bis 1872 war er mit N. I. Kostomarow und N. N. Jumatow Herausgeber der russischsprachigen Tageszeitung Nowoje wremja. 1871 siedelte er von Sankt Petersburg nach Krakau über.
Kirkor war in erster Ehe mit der Schauspielerin Petronela Helena Kirkor geb. Majewska und in zweiter Ehe mit Maria Celina Celestyna Kirkor geb. Boczkowska verheiratet.